# Maria Helena Vieira da Silva
Maria Helena Vieira da Silva (n. 13 iunie 1908, Lisabona, Portugalia – d. 6 martie 1992, Paris, Franța) a fost o pictoriță abstractă portugheză, considerată un membru de frunte al mișcării europene de expresionism abstract cunoscută sub numele de Art Informel. Lucrările ei prezintă interioare complexe și vederi ale orașului folosind linii care explorează spațiul și perspectiva. A lucrat, de asemenea, în tapiserie și vitralii.

## Biografie
Vieira da Silva s-a născut la Lisabona, Portugalia. De la o vârstă fragedă, a călătorit în jurul lumii, deoarece tatăl ei bogat era diplomat. În această perioadă, a intrat în contact cu diverse grupuri de avangardă, cum ar fi futuriștii italieni și Ballets Russes. La vârsta de unsprezece ani a început să studieze serios desenul și pictura la Academia de Belas-Artes din Lisabona. În adolescență, a studiat pictura cu Emília dos Santos Braga din Lisabona și Fernand Léger, sculptura cu Antoine Bourdelle, și gravura cu Stanley William Hayter. Vieira da Silva a lucrat și cu artistul fauvist Othon Friesz.
În 1928, Vieira da Silva a părăsit Lisabona pentru a studia sculptura la Paris, dar a decis în 1929 să se concentreze asupra picturii. În 1930 expunea picturi la Paris; în același an s-a căsătorit cu pictorul maghiar Árpád Szenes. La începutul celui de-al Doilea Război Mondial, în 1939, Vieira da Silva s-a mutat din Franța în Portugalia. În anul următor, a plecat la Rio de Janeiro, Brazilia, unde s-a făcut remarcată ca artistă pentru compozițiile sale dense și complexe. După război, Vieira da Silva a trăit și a lucrat la Paris tot restul vieții sale. A adoptat cetățenia franceză în 1956. Vieira da Silva a primit Grand Prix National des Arts al guvernului francez în 1966, fiind prima femeie onorată în acest fel. A fost numită Cavaler al Legiunii de Onoare în 1979. A murit la Paris la 6 martie 1992.
Numele ei apare uneori scris ca „Elena”, dar versiunea corectă, în portugheză, este „Helena”.
Un crater de pe Mercur a fost numit în cinstea ei.

## Opera
Vieira da Silva este considerată de mulți drept cel mai mare artist contemporan al Portugaliei. În 1988, cu ocazia împlinirii a 80 de ani de la nașterea sa, Muzeul Gulbenkian din Lisabona și Grand Palais din Paris au organizat retrospective importante ale operei sale.
Lucrările inițiale ale lui Vieira da Silva prezentau un stil decorativ de modelare abstractă. Îi plăcea să se joace cu ideea de spațiu și să creeze o falsă percepție a spațiului prin faptul că pictura sa era așezată pe un fundal neutru cu pete de culoare care dădeau senzația de adâncime. În anii 1930, Vieira da Silva a început să producă lucrările sale caracteristice, care erau tușe puternice de pastă și suprapuse cu un aranjament complex de dreptunghiuri mici. În 1943, Vieira da Silva a expus în cadrul expoziției lui Peggy Guggenheim Exhibition by 31 Women la galeria Art of This Century din New York. Pe măsură ce a evoluat ca artistă, s-a concentrat mai mult pe manipulări spațiale folosind o gamă largă de tehnici. A folosit modele detaliate pentru a crea forme arhitecturale fabricate și a lucrat cu linii complexe, pete luminoase și suprafețe cu modele. Până la sfârșitul anilor 1950 era cunoscută la nivel internațional pentru compozițiile sale dense și complexe, influențate de arta lui Paul Cézanne și de formele fragmentate, ambiguitățile spațiale și paleta restrânsă ale cubismului și ale artei abstracte. Este considerată una dintre cele mai importante artiste abstracte postbelice, deși nu este o pictoriță abstractă „pură”. Opera ei este legată de tașismul francez, de expresionismul abstract american și de suprarealism, la fel ca mulți dintre contemporanii ei care pictau în Parisul postbelic la mijlocul și sfârșitul anilor 1940 și începutul anilor 1950. Tablourile ei seamănă adesea cu labirinturi, orașe văzute din profil sau de la înălțime sau chiar cu rafturi de bibliotecă în ceea ce pare a fi o alegorie a unei căutări nesfârșite a Cunoașterii sau a Absolutului. Vieira da Silva a creat, de asemenea, numeroase gravuri, desene, pentru tapiserii, decorațiuni ceramice și vitralii.
Și-a expus lucrările pe scară largă, câștigând un premiu pentru pictură la Bienala de Artă de la São Paulo din São Paulo în 1961.
În 1966-1976 a realizat un vitraliu pentru biserica Saint Jacques din Reims împreună cu Josef Sima. În 1974 a realizat pictura O bibliotecă în flăcări, care folosește multe dintre elementele acelui vitraliu. În 1988 a decorat noua stație de metrou Cidade Universitária din Lisabona cu panouri de azulejo.
În noiembrie 1994, la Lisabona a fost inaugurată Fundația Árpád Szenes-Vieira da Silva, un muzeu care expune o colecție mare de picturi ale celor doi artiști.